# 동감 (2000년 영화)
《동감》(Ditto)은 2000년에 개봉한 대한민국의 판타지멜로 영화이다.

## 내용
1979년을 살고 있는 대학생 소은과 2000년을 살고 있는 같은 학교 대학생 지인과의 이야기로, 무선 햄 통신을 통해 다른 시간을 살고 있는 두 학생이 우정을 키워나간다. 한편, 소은은 인으로부터 충격적인 사실을 듣게 된다.

## 출연진
- 김하늘 : 1979년을 사는 신라대학교 77학번의 '윤소은' 역할
- 유지태 : 2000년을 사는 신라대학교 99학번의 '지인' 역할
- 하지원 : 2000년을 사는 지인의 여자친구 '서현지' 역할
- 박용우 : 1979년을 사는 윤소은의 선배 '이동희' 역할
- 김민주 : 1979년을 사는 윤소은의 친구 '허선미' 역할
- 신철진 : 수위 역
- 유태균 : 소은 부 역
- 이인옥 : 소은 모 역
- 이영광 : 교수 역
- 김상원 - 인 친구 1 역

## 명대사
| “ | "세상에 인연들만이 만나는 건 아니에요. 인연이란 말은 시작할 때 하는 말이 아니라 모든게 끝날 때 하는 말이에요." - 인 | ” |

| “ | "당신 말대로 인연인지 아닌지 함께 가볼까도 했는데, 그러면 안될 것 같아서요. 그래서 오늘 제 맘 속에서 그 사람을 지웠어요. 그리고 편한 맘으로 오랫동안 걸었어요. 학교 구석구석, 아주 많이 걸었어요." - 소은 | ” |

## OST
- 임재범 - 너를 위해

## 배경
이 영화에서는 신라대학교를 배경으로 이야기가 진행된다. 그러나 부산광역시에 위치한 신라대학교와는 관련이 없으며, 실제 영화의 배경은 대구광역시의 계명대학교 대명캠퍼스 교정이다.